# Eritreischer Tallero
Der Tallero (italienisch für Taler) war die Währung Italienisch-Eritreas von 1890 bis 1921.
Die Währung war unterteilt in 5 Lire zu jeweils 100 Centesimi. Die Lira war äquivalent zur  Italienischen Lira.
Die italienischen Kolonialbehörden genehmigten bereits 1885 die Ausgabe von Banknoten, welche auf Lira lauteten, die ersten Tallero-Silbermünzen wurden erst 1890 ausgegeben. Der Tallero wurde nach dem Vorbild des Maria-Theresien-Talers geprägt, der in Ostafrika am Ende des 19. Jahrhunderts noch weit verbreitet und akzeptiert war. Die Münze hat einen Durchmesser von 40,5 mm und ein Rauhgewicht von 28,125 Gramm bei einem Feingehalt von 800 ‰ Silber. Das letzte Prägejahr des Tallero war 1918.  
Im Jahre 1921 wurde der Tallero abgeschafft und die italienische Lira zirkulierte nun allein, bis sie 1938 durch die Italienisch-Ostafrikanische-Lira ersetzt wurde.